# Franky Douglas

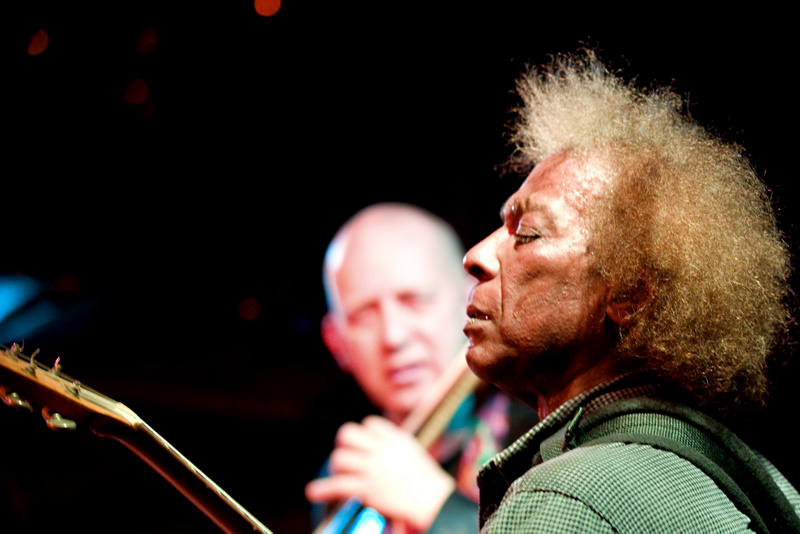
Franky Douglas (2011)

Franky Douglas (* 22. Oktober 1948 in Willemstad in Curacao) ist ein niederländischer Jazz-Gitarrist und Komponist des Modern Creative Stils.

## Leben
Douglas wuchs auf Curacao auf und kam 1962 in die Niederlande, wo er von 1963 bis 1965 das Konservatorium besuchte. Danach tourte er mit der Soul-Gruppe „The Needles“ durch Europa. 1972 gründete er die Gruppe „Solat“, die Gesang (zum Beispiel seiner Schwester Mildred Douglas, geboren 1950) mit Improvisation mischte und später von Hans Dulfer übernommen wurde, der sie in „De Perikels“ umbenannte. Um 1976 gründete er die Gruppe „Sunchild“, in der er improvisierende Musik (niederländischer Tradition), holländische Blaskapellenmusik, Pop, Funk, Jazz mit afrikanischen und karibischen Rhythmen mischt. In Sunchild spielten anfangs der Cellist Ernst Reijseger, Perkussionist Raoul Burnett, Schlagzeuger Alan Purves, Bassist Ivor Mitchell, der niederländische Pianist und Keyboarder Glenn Gaddum und der Flötist, Saxophonist und Klarinettist Michael Moore. In den 1990ern spielten dort Reijseger, Moore, Gaddum, der Posaunist Wolter Wierbos, der Schlagzeuger Michael Vatcher, der Saxophonist Franklin Caesar, der Bassist Lesley Joseph, der Perkussionist Serigu M‘Guege und der Trompeter Eric Boeren mit. 1993 erschien das Live-Album vom North Sea Jazz Festival „The Visions Project“ und 1998 brachten sie das Album „On the Roof“ heraus. Ein wichtiger Anstoß war für Douglas 1987 die Zusammenarbeit mit Cecil Taylor und John Zorn in Konzerten im Concertgebouw und im Bimhuis.
In den 1980er Jahren spielte Douglas auch als Sideman in dem „Surinam Music Ensemble“ und bei Ronald Snijders, aber auch bei Louis Moholo. Auch wirket er in der Gruppe des südafrikanischen Saxophonisten Sean Bergin, mit dem er 2005 auch im Duo auftrat wie auch 2004 mit dem senegalesischen Sänger und Perkussionisten Mola Sylla.
1994 erhielt er den Boy-Edgar-Preis.